# L'Apparition de la Vierge à saint Bernard (Fra Filippo Lippi)
Pour les articles homonymes, voir L'Apparition de la Vierge à saint Bernard.
L'Apparition de la Vierge à saint Bernard  (en italien : Apparizione della Vergine a san Bernardo) est une peinture religieuse de Fra Filippo Lippi, datant de 1447, conservée à la National Gallery de Londres.

## Histoire
L'œuvre était destinée à figurer au Palazzo Vecchio, en face de la porte de la Cancelleria (Vasari).
Un document de paiement de l'œuvre, aujourd'hui perdu, est daté précisément du 16 mai 1447 (Filippo Baldinucci)..
L'œuvre transférée à Paris en 1850, est initialement attribuée à Benozzo Gozzoli, puis à Masaccio, et finalement en 1892 à Lippi par Giovanni Battista Cavalcaselle.

## Thème
L'Apparition de la Vierge à saint Bernard est un thème de l'iconographie chrétienne qui montre Saint Bernard de Clairvaux (1090-1153) à son pupitre, écrivant et recevant la visite de la Vierge Marie, une apparition  au fondateur de l'abbaye de Clairvaux ayant participé au développement du culte marial.

## Sources et bibliographie
- (it) Cet article est partiellement ou en totalité issu de l’article de Wikipédia en italien intitulé « Apparizione della Vergine a san Bernardo (Filippo Lippi) » (voir la liste des auteurs).